# 3183 Franzkaiser
A 3183 Franzkaiser (ideiglenes jelöléssel 1949 PP) a Naprendszer kisbolygóövében található aszteroida. Karl Wilhelm Reinmuth fedezte fel 1949. augusztus 2-án.